# UTF-16
UTF-16是Unicode字符编码五层次模型的第三层：字符编码表（Character Encoding Form，也称为"storage format"）的一种实现方式。即把Unicode字符集的抽象码位映射为16位长的整数（即码元）的序列，用于数据存储或传递。Unicode字符的码位，需要1个或者2个16位长的码元来表示，因此这是一个变长表示。
UTF是"Unicode/UCS Transformation Format"的首字母缩写，即把Unicode字符转换为某種格式之意。UTF-16正式定義於ISO/IEC 10646-1的附錄C，而RFC2781也定義了相似的做法。

## UTF-16描述
Unicode的编码空间从U+0000到U+10FFFF，共有1,112,064个码位（code point）可用来映射字符。Unicode的编码空间可以划分为17个平面（plane），每个平面包含216（65,536）个码位。17个平面的码位可表示为从U+xx0000到U+xxFFFF，其中xx表示十六进制值从0016到1016，共计17个平面。第一个平面称为基本多语言平面（Basic Multilingual Plane, BMP），或稱第零平面（Plane 0），其他平面称为辅助平面（Supplementary Planes）。基本多语言平面內，從U+D800到U+DFFF之間的码位區段是永久保留不映射到Unicode字符。UTF-16就利用保留下来的0xD800-0xDFFF区段的码位來對輔助平面的字符的码位進行編碼。

### 从U+0000至U+D7FF以及从U+E000至U+FFFF的码位
第一个Unicode平面（码位从U+0000至U+FFFF）包含了最常用的字符。该平面被称为基本多语言平面，缩写为BMP（Basic Multilingual Plane，BMP）。UTF-16与UCS-2编码这个范围内的码位为16比特长的单个码元，数值等价于对应的码位。BMP中的这些码位是仅有的可以在UCS-2中表示的码位。

### 从U+10000到U+10FFFF的码位
辅助平面（Supplementary Planes）中的码位，在UTF-16中被编码为一对16比特长的码元（即32位元，4字節），称作代理对（Surrogate Pair），具体方法是：
| lead \ trail | DC00   | DC01   | … | DFFF   |
| D800         | 10000  | 10001  | … | 103FF  |
| D801         | 10400  | 10401  | … | 107FF  |
| ⋮            | ⋮      | ⋮      | ⋱ | ⋮      |
| DBFF         | 10FC00 | 10FC01 | … | 10FFFF |

1. 码位减去 0x10000，得到的值的范围为20比特长的 0...0xFFFFF。
2. 高位的10比特的值（值的范围为 0...0x3FF）被加上 0xD800 得到第一个码元或称作高位代理（high surrogate），值的范围是 0xD800...0xDBFF。由于高位代理比低位代理的值要小，所以为了避免混淆使用，Unicode标准现在称高位代理为前导代理（lead surrogates）。
3. 低位的10比特的值（值的范围也是 0...0x3FF）被加上 0xDC00 得到第二个码元或称作低位代理（low surrogate），现在值的范围是 0xDC00...0xDFFF。由于低位代理比高位代理的值要大，所以为了避免混淆使用，Unicode标准现在称低位代理为后尾代理（trail surrogates）。

上述算法可理解为：辅助平面中的码位从U+10000到U+10FFFF，共计FFFFF个，即220=1,048,576个，需要20位来表示。如果用两个16位长的整数组成的序列来表示，第一个整数（称为前导代理）要容纳上述20位的前10位，第二个整数（称为后尾代理）容纳上述20位的后10位。还要能根据16位整数的值直接判明属于前导整数代理的值的范围（210=1024)，还是后尾整数代理的值的范围（也是210=1024）。因此，需要在基本多语言平面中保留不对应于Unicode字符的2048个码位，就足以容纳前导代理与后尾代理所需要的编码空间。这对于基本多语言平面总计65536个码位来说，仅占3.125%。
由于前导代理、后尾代理、BMP中的有效字符的码位，三者互不重叠，搜索是简单的：一个字符编码的一部分不可能与另一个字符编码的不同部分相重叠。这意味着UTF-16是自同步（self-synchronizing）的：可以通过仅检查一个码元来判定给定字符的下一个字符的起始码元。UTF-8也有类似优点，但许多早期的编码模式就不是这样，必须从头开始分析文本才能确定不同字符的码元的边界。
由于最常有的字符都在基本多文种平面中，许多软件处理代理对的部分往往得不到充分的测试。这导致了一些长期的bug与潜在安全漏洞，它们甚至存在于广为流行且评价颇高的应用软件中。

### 从U+D800到U+DFFF的码位
Unicode标准规定U+D800...U+DFFF的值不对应于任何字符。
但是在使用UCS-2的时代，U+D800...U+DFFF内的值被占用，用于某些字符的映射。但只要不构成代理对，许多UTF-16编码解码还是能把这些不符合Unicode标准的字符映射正确的辨识、转换成合规的码元。按照Unicode标准，这种码元序列本来应算作编码错误。

### 範例：
以U+10437编码（𐐷）为例:
1. 0x10437 减去 0x10000，结果为0x00437，二进制为 0000 0000 0100 0011 0111
2. 分割它的上10位值和下10位值（使用二进制）：0000 0000 01 和 00 0011 0111
3. 添加 0xD800 到上值，以形成高位：0xD800 + 0x0001 = 0xD801
4. 添加 0xDC00 到下值，以形成低位：0xDC00 + 0x0037 = 0xDC37

- 下表总结了一起示例的转换过程，颜色指示码点位如何分布在所述的UTF-16中。由UTF-16编码过程中加入附加位的以黑色显示。

| 字符 | 字符    | 普通二进制               | UTF-16二进制                            | UTF-16 十六进制 字符代码 | UTF-16BE 十六进制字节 | UTF-16LE 十六进制字节 |
| ---- | ------- | ------------------------ | --------------------------------------- | ------------------------ | --------------------- | --------------------- |
| $    | U+0024  | 0000 0000 0010 0100      | 0000 0000 0010 0100                     | 0024                     | 00 24                 | 24 00                 |
| €    | U+20AC  | 0010 0000 1010 1100      | 0010 0000 1010 1100                     | 20AC                     | 20 AC                 | AC 20                 |
| 𐐷    | U+10437 | 0001 0000 0100 0011 0111 | 1101 1000 0000 0001 1101 1100 0011 0111 | D801 DC37                | D8 01 DC 37           | 01 D8 37 DC           |
| 𤭢   | U+24B62 | 0010 0100 1011 0110 0010 | 1101 1000 0101 0010 1101 1111 0110 0010 | D852 DF62                | D8 52 DF 62           | 52 D8 62 DF           |

### 範例：UTF-16編碼程序
假設要將U+64321（16進位）轉成UTF-16編碼。因為它超過U+FFFF，所以他必須編譯成32位元（4個byte）的格式，如下所示：
```
V = 0x64321
Vx = V - 0x10000
= 0x54321
= 0101 0100 0011 0010 0001

Vh = 01 0101 0000 // Vx的高位部份的10 bits
Vl = 11 0010 0001 // Vx的低位部份的10 bits
w1 = 0xD800 //結果的前16位元初始值
w2 = 0xDC00 //結果的後16位元初始值

w1 = w1 | Vh
= 1101 1000 0000 0000
 |       01 0101 0000
= 1101 1001 0101 0000
= 0xD950

w2 = w2 | Vl
= 1101 1100 0000 0000
 |       11 0010 0001
= 1101 1111 0010 0001
= 0xDF21
```

所以這個字U+64321最後正確的UTF-16編碼應該是：
```
0xD950 0xDF21
```

而在小尾序中最后的编码应该是：
```
0x50D9 0x21DF
```

因為這個字超過U+FFFF所以無法用UCS-2的格式編碼。
| 16進制編碼範圍     | UTF-16表示方法（二進制）                  | 10進制碼範圍  | 字節數量 |
| ------------------ | ----------------------------------------- | ------------- | -------- |
| U+0000 - U+FFFF    | xxxx xxxx xxxx xxxx - yyyy yyyy yyyy yyyy | 0-65535       | 2        |
| U+10000 - U+10FFFF | 1101 10yy yyyy yyyy - 1101 11xx xxxx xxxx | 65536-1114111 | 4        |

UTF-16比起UTF-8，好處在於大部分字符都以固定長度的字節（2字節）儲存，但UTF-16卻無法相容於ASCII編碼。

## UTF-16的編碼模式
UTF-16的大尾序和小尾序儲存形式都在用。一般來說，以Macintosh製作或儲存的文字使用大尾序格式，以Microsoft或Linux製作或儲存的文字使用小尾序格式。
為了弄清楚UTF-16文件的大小尾序，在UTF-16文件的開首，都會放置一個U+FEFF字符作為Byte Order Mark（UTF-16 LE以 FF FE 代表，UTF-16 BE以 FE FF 代表），以顯示這個文字檔案是以UTF-16編碼，其中U+FEFF字符在UNICODE中代表的意義是 ZERO WIDTH NO-BREAK SPACE，顧名思義，它是個沒有寬度也沒有斷字的空白。
以下的例子有四個字符：「朱」（U+6731）、半角逗號（U+002C）、「聿」（U+807F）、（U+2A6A5）。
| 使用UTF-16編碼的例子 | 使用UTF-16編碼的例子 | 使用UTF-16編碼的例子 | 使用UTF-16編碼的例子 | 使用UTF-16編碼的例子 | 使用UTF-16編碼的例子 | 使用UTF-16編碼的例子 |
| 編碼名稱             | 編碼次序             | 編碼                 | 編碼                 | 編碼                 | 編碼                 | 編碼                 |
| 編碼名稱             | 編碼次序             | BOM                  | 朱                   | ,                    | 聿                   |                      |
| -------------------- | -------------------- | -------------------- | -------------------- | -------------------- | -------------------- | -------------------- |
| UTF-16 LE            | 小尾序，不含BOM      |                      | 31 67                | 2C 00                | 7F 80                | 69 D8 A5 DE          |
| UTF-16 BE            | 大尾序，不含BOM      |                      | 67 31                | 00 2C                | 80 7F                | D8 69 DE A5          |
| UTF-16 LE            | 小尾序，包含BOM      | FF FE                | 31 67                | 2C 00                | 7F 80                | 69 D8 A5 DE          |
| UTF-16 BE            | 大尾序，包含BOM      | FE FF                | 67 31                | 00 2C                | 80 7F                | D8 69 DE A5          |

## UTF-16與UCS-2的關係
UTF-16可看成是UCS-2的父集。在沒有輔助平面字符（surrogate code points）前，UTF-16與UCS-2所指的是同一的意思。但當引入輔助平面字符後，就稱為UTF-16了。現在若有軟件聲稱自己支援UCS-2編碼，那其實是暗指它不能支援在UTF-16中超過2位元組的字集。對於小於0x10000的UCS碼，UTF-16編碼就等於UCS碼。

### Microsoft Windows操作系统内核对Unicode的支持
Windows操作系统内核中的字符表示为UTF-16小尾序，可以正确处理、显示以4字节存储的字符。但是Windows API实际上仅能正确处理UCS-2字符，即仅以2字节存储的，码位小于U+FFFF的Unicode字符。其根源是Microsoft C++语言把 wchar_t 数据类型定义为16比特的unsigned short，这就与一个 wchar_t 型变量对应一个宽字符、可以存储一个Unicode字符的规定相矛盾。相反，Linux平台的GCC编译器规定一个 wchar_t 是4字节长度，可以存储一个UTF-32字符，宁可浪费了很大的存储空间。下例运行于Windows平台的C++程序可说明此点：
```
// 此源文件在Windows平台上必须保存为Unicode格式（即UTF-16小尾）

// 因为包含的汉字“𪚥”，不能在简体中文版Windows默认的代码页936（即GBK）中表示

// 该汉字在UTF-16小尾序中用4个字节表示

// Windows操作系统能正确显示这样的在UTF-16需用4字节表示的字符

// 但是Windows API不能正确处理这样的在UTF-16需用4字节表示的字符，把它判定为2个UCS-2字符

#include
 
<windows.h>

#include
 
<stdio.h>

int
 
main
()

{

	
const
 
wchar_t
 
lwc
[]
 
=
 
L
"𪚥"
;

	
MessageBoxW
(
NULL
,
 
lwc
,
 
lwc
,
 
MB_OK
);

	
int
 
i
 
=
 
wcslen
(
lwc
);

	
printf
(
"%d
\n
"
,
 
i
);

	
int
 
j
 
=
 
lstrlenW
(
lwc
);

	
printf
(
"%d
\n
"
,
 
j
);

	
return
 
0
;

}

```

Windows 9x系统的API仅支持ANSI字符集，只支持部分的UCS-2转换。1996年发布的Windows NT 4.0的API支持UCS-2。Windows 2000开始，Windows系统API开始支持UTF-16，并支持Surrogate Pair；但许多系统控件比如文本框和label等还不支持surrogate pair表示的字符，会显示成两个字符。Windows 7及更新的系统已经良好地支持了UTF-16，包括Surrogate Pair。
Windows API支持在UTF-16LE（wchar_t类型）与UTF-8（代码页CP_UTF8）之间的转码。例如：
```
#include
 
<windows.h>

int
 
main
()
 
{

	
char
 
a1
[
128
],
 
a2
[
128
]
 
=
 
{
 
"Hello"
 
};

	
wchar_t
 
w
 
=
 
L
'页'
;

	
int
 
n1
,
 
n2
=
 
5
;

	
wchar_t
 
w1
[
128
];

	
int
 
m1
 
=
 
0
;

	
n1
 
=
 
WideCharToMultiByte
(
CP_UTF8
,
 
0
,
 
&
w
,
 
1
,
 
a1
,
 
128
,
 
NULL
,
 
NULL
);

	
m1
 
=
 
MultiByteToWideChar
(
CP_UTF8
,
 
0
,
 
a2
,
 
n2
,
 
w1
,
 
128
);

}

```

## 外部連結
- Unicode Technical Note #12: UTF-16 for Processing （页面存档备份，存于）
- A very short algorithm for determining the surrogate pair for any codepoint（页面存档备份，存于）
- Unicode FAQ: What is the difference between UCS-2 and UTF-16? （页面存档备份，存于）
- Unicode Character Name Index （页面存档备份，存于）
- RFC 2781: UTF-16, an encoding of ISO 10646
- java.lang.String documentation, discussing surrogate handling （页面存档备份，存于）